# ʿ
El ʿ (semicírculo izquierda superior o medio anillo izquierdo) es un signo de la escritura latina usado en la romanización del árabe y del hebreo para transcribir las letras ع (ʿayn) y ע (ʿayin) respectivamente, las cuales representan el fonema fricativo faríngeo sonoro (/ʕ/). Es uno de los caracteres Unicode de tipo U02B0 y se codifica como U+02BF. En lenguaje HTML se representa como &#703.